# فرجينيا دي ميديشي
فرجينيا دي ميديشي (Virginia de' Medici) (فلورنسا، 29 مايو 1568 - مودينا، 15 يناير 1615) ابنة كوزيمو الأول دي ميديشي و زوجته الأقل مرتبة كاميلا مارتيلي ، ولدت بعد أن تنازل كوزيمو عن منصب دوق توسكانا الأكبر لصالح ابنه فرانشيسكو الأول . و كانا قد تزوجا فقط عام 1570 ، لذا ففرجينيا ابنة غير شرعية ، تمت شرعنتها فيما بعد.
بعد فشل مفاوضات تزويجها من أحد أبناء آل سفورزا ، تزوجت في 6 فبراير سنة 1586 من تشيزري ديستي دوق فيرارا و من عام 1597 مودينا. عاشت فرجينيا في فيرارا ، و عادت عدة مرات إلى توسكانا في بعض المناسبات الخاصة كعرس أخيها فرديناندو الأول على كريستينا لورين (1589) ، أو تعميد كوزيمو الثاني (أبريل 1592). انتقلت إلى مودينا مع البلاط بعد ما خسر زوجها فيرارا (15 يناير 1598).
بعد نحو عشر سنوات من الزواج أظهرت أولى بوادر الجنون الذي رافقها حتى وفاتها في سنة 1615. دُفـِنـَت في مودينا ، بكنيسة سان فينشنسو.

## الأبناء
1. جوليا ديستي (1588- 1645)
2. ألفونسو الثالث ديستي (1591- 1644) ، دوق مودينا من 1628
3. لويجي ديستي (1593/ 1594- 1664) ، حاكم مونتيكيو وسكانديانو
4. لاورا ديستي (1594- 1630)
5. كاتيرينا ديستي (1595- 1618)
6. إبوليتو ديستي (1599- 1647)
7. نيكولو ديستي (1601- 1640)
8. بورسو ديستي (1605- 1657)
9. فوريستو ديستي (1606- 1639/ 1640)
10. أنجيلا كاتيرينا ديستي (توفيت سنة 1651) ، راهبة